# Scelta della nazione organizzatrice della fase finale del campionato europeo maschile di calcio 2024
La selezione della nazione organizzatrice della fase finale del Campionato europeo di calcio 2024 ha avuto inizio il 9 dicembre 2016 è conclusa il 27 settembre 2018, quando è stato annunciato che la Germania sarà il paese organizzatore.

## Requisiti per la candidatura
Il 24 ottobre 2013 le agenzie di stampa hanno annunciato che la UEFA avrebbe deciso la nazione ospitante la competizione nel 2017. Il processo di selezione è iniziato ufficialmente il 9 dicembre 2016, con la pubblicazione da parte della UEFA dei requisiti per la candidatura.
Per la prima volta, i requisiti per la candidatura contenevano criteri specifici riguardanti il rispetto dei diritti umani, basati sui principi delle Nazioni Unite. In aggiunta, ogni federazione candidata avrebbe dovuto presentare dieci stadi secondo i seguenti requisiti:
- 3 stadi con almeno 50.000 posti (di cui preferibilmente uno con almeno 60.000 posti)
- 3 stadi con almeno 40.000 posti
- 4 stadi con almeno 30.000 posti

## Calendario
Il calendario del processo di selezione è il seguente:
- 9 dicembre 2016: inizio del processo di selezione;
- 3 marzo 2017: termine ultimo per la presentazione delle candidature;
- 8 marzo 2017: annuncio dei candidati da parte della UEFA;
- 27 aprile 2018: termine ultimo per la presentazione della documentazione ufficiale;
- 27 settembre 2018: annuncio del paese organizzatore di Euro 2024.

## Candidati

### Germania
Il 24 ottobre 2013 il presidente della Federazione calcistica della Germania Wolfgang Niersbach ha annunciato che il comitato esecutivo aveva votato a favore della candidatura del paese per ospitare il Campionato europeo di calcio del 2024. La candidatura è stata ufficialmente confermata il 20 gennaio 2017, dopo la decisione unanime del comitato esecutivo.

#### Stadi candidati
Le città e gli stadi interessati ad ospitare le gare hanno avuto fino al 17 febbraio 2017 per sottoporre la loro candidatura alla federazione. Entro quella data, un totale di 18 città e stadi avevano inviato formalmente la candidatura, inclusi i 12 stadi che avevano ospitato il campionato mondiale del 2006. 
Il primo stadio a ritirarsi, il 1º marzo 2017, è stato il Rudolf-Harbig-Stadion di Dresda, dal momento che non era in grado di soddisfare la capienza minima di30.000 spettatori.La città di Friburgo in Brisgovia ha ritirato la candidatura il 25 aprile 2017, non ritenendo di poter soddisfare i requisiti espressi dalla federazione. Il giorno successivo, anche Karlsruhe ha ritirato la candidatura, seguito il 15 maggio 2017 dal Fritz-Walter-Stadion di Kaiserslautern, adducendo il ritiro a potenziali rischi economici della candidatura, riducendo così il numero di città candidate a 14.
Le 14 città hanno quindi inviato la documentazione richiesta per la candidatura entro il 10 luglio 2017, nonostante una prima scadenza fosse stata fissata per il 12 giugno per poi essere rimandata a causa di un ritardo nell'invio dei documenti da parte della UEFA. A quel punto il comitato della federazione ha iniziato a vagliare i documenti e, a partire dalla fine di luglio 2017, ha visitato i 14 stadi candidati.
Il principale criterio di selezione consisteva nella capienza dello stadio: a tal proposito la DFB ha aumentato la capacità minima richiesta dalla UEFA da 50.000 a 60.000 posti. Altri criteri presi in considerazione riguardavano la qualità delle infrastrutture e le misure di sicurezza presenti. Per assicurare un'equa distribuzione territoriale su tutto il territorio nazionale le città candidate sono state divise in quattro zone: per ognuna di esse potevano essere scelti da uno a quattro stadi. Le zone erano così suddivise:
- Nord: Brema, Amburgo e Hannover
- Ovest: Colonia, Dortmund, Düsseldorf, Gelsenkirchen e Mönchengladbach
- Sud: Francoforte sul Meno, Monaco di Baviera, Norimberga e Stoccarda
- Est: Berlino e Lipsia

Il 15 settembre 2017, la federazione ha diramato la lista dei 10 stadi che avrebbero fatto parte della candidatura per ospitare la competizione:
- Berlino - Stadio Olimpico, capienza di 74.461
- Monaco di Baviera - Allianz Arena, capienza di 70.076
- Dortmund - Westfalenstadion, capienza di 65.849
- Gelsenkirchen - Veltins-Arena, capienza di 54.740
- Stoccarda - MHPArena, capienza di 54.697
- Amburgo - Volksparkstadion, capienza di 52.245
- Düsseldorf - Merkur Spiel-Arena, capienza di 51.031
- Colonia - RheinEnergieStadion, capienza di 49.827
- Lipsia - Red Bull Arena, capienza di 49.539
- Francoforte sul Meno - Waldstadion, capienza di 48.387

Le quattro città scartate sono state Norimberga (Max-Morlock-Stadion), Hannover (HDI-Arena), Mönchengladbach (Borussia-Park) e Brema (Weserstadion).

#### Sedi dei ritiri
La federazione tedesca ha accettato richieste per le sedi dei ritiri delle nazionali qualificate fino alla fine di settembre 2017. Per ognuna delle 24 squadre partecipanti sarebbe servita una struttura da utilizzare prima e durante il torneo dove risiedere e allenarsi. Ognuna delle sedi consiste in un albergo con ottime infrastrutture, privacy e standard di sicurezza, e un impianto di allenamento in ottime condizioni. Una venticinquesima sede è stata inoltre necessaria per l'alloggio degli arbitri.

#### Scelta del logo
Il 25 agosto 2017 la DFB ha annunciato che il logo della candidatura tedesca sarebbe stato deciso tramite un concorso tenuto sulla piattaforma Jovoto, dove i partecipanti potevano inserire le loro proposte. Sono state raccolte un totale di 2.076 proposte da 990 partecipanti provenienti da 82 nazioni. 
Una prima votazione si è tenuta sulla piattaforma, dove la community ha ristretto la scelta ad una rosa di 20 loghi, con l'aggiunta di 5 scelti dalla DFB stessa. Le 25 proposte rimanenti sono state valutate quindi da una giuria composta da dirigenti della DFB, esperti di design e rappresentanti dal mondo dello sport, che ha ulteriormente scremato la scelta fino ad avere 5 possibili loghi candidati, annunciati il 15 settembre 2017. 
La scelta finale tra i cinque loghi candidati è stata effettuata sulla piattaforma fussball.de dal 15 al 22 settembre. A vincere è stato il logo prodotto dal designer serbo Igor Petrović, che ha raccolto il 44% delle preferenze.
Il 24 aprile 2018 la DFB ha ufficialmente inoltrato la sua candidatura alla UEFA.

### Turchia
Nell'aprile 2014 la Federazione calcistica della Turchia ha annunciato che non avrebbe presentato alcuna candidatura per l'edizione pan-europea del 2020, ma che si sarebbe invece concentrata sull'edizione del 2024. Il 15 febbraio 2017, la federazione ha confermato la candidatura. La candidatura è stata vista tuttavia in maniera problematica a causa dei disordini politici seguiti al tentativo di colpo di Stato del 2016 e anche causa della perdurante crisi dei rifugiati legata alla guerra civile siriana.
Il 20 ottobre 2017, in seguito ad un meeting interno della federazione calcistica, la TFF ha annunciato i dieci stadi che avrebbero composto la candidatura:
- Ankara - Stadio nuovo di Ankara, capienza di 65.307
- Adalia - Antalya Arena, capienza di 43.616 (in seguito ad un'espansione programmata)
- Bursa - Timsah Arena, capienza di 43.331
- Eskişehir - Stadio nuovo di Eskişehir, capienza di 34.930
- Gaziantep - Stadio nuovo di Gaziantep, capienza di 35.219
- Istanbul - Stadio olimpico Atatürk, capienza di 92.208 (in seguito ad un'espansione programmata)
- Istanbul - Stadio Ali Sami Yen, capienza di 53.611 (in seguito ad un rinnovamento)
- İzmit - Stadio Kocaeli, capienza di 34.712
- Konya - Stadio municipale metropolitano, capienza di 37.829 (in seguito ad un rinnovamento)
- Trebisonda . Stadio Şenol Güneş, capienza di 43.233 (in seguito ad un rinnovamento)

Il 19 gennaio 2018 è stato rivelato il logo, comprendente un cuore ed un pallone, insieme con la stella della bandiera turca e il numero 24, riferito all'anno 2024. Il logo è stato prodotto dal designer turco Erhan Yalur.
Il 26 aprile 2018 la TFF ha ufficialmente inoltrato la sua candidatura alla UEFA.

## Votazione della sede
Il 27 settembre 2018 il comitato esecutivo della UEFA si è riunito a Nyon, in Svizzera, per votare la nazione che avrebbe ospitato la competizione. Il voto è stato segreto, ed era necessaria la semplice maggioranza per determinare la candidatura vincente; in caso di pareggio il voto decisivo sarebbe stato del presidente UEFA Aleksander Čeferin. Dei 20 membri del comitato, i rappresentanti di Germania e Turchia, nazioni candidate, non avrebbero partecipato al voto, mentre il rappresentante della Svezia era assente per malattia, lasciando quindi un totale di 17 votanti.
| Nazione candidata | Voti |
| ----------------- | ---- |
| Germania          | 12   |
| Turchia           | 4    |
| Astensioni        | 1    |
| Voti totali       | 17   |

## Candidature ritirate o non confermate
- Danimarca -  Finlandia -  Norvegia -  Svezia Il 4 marzo 2016 la federazione danese ha annunciato la presentazione di un'offerta congiunta con le federazioni degli altri paesi nordici Finlandia, Norvegia e Svezia per l'edizione 2024 o per quella del 2028[17]. La candidatura prevedeva anche lo svolgimento di alcuni degli eventi correlati alla manifestazione in Islanda e nelle Isole Faroe[18]. In precedenza la Svezia ha già ospitato l'edizione del 1992 e i mondiali nel 1958, mentre la Danimarca ha ospitato quattro partite dell'edizione 2020, presso il Parken Stadion di Copenaghen. Inoltre Stoccolma e Helsinki hanno ospitato i giochi olimpici estivi, rispettivamente nel 1912 e nel 1952. La Norvegia, invece ha ospitato nel 1952 (Oslo) e nel 1994 (Lillehammer) le olimpiadi invernali. I quattro paesi avevano già presentato la loro candidatura per ospitare l'Europeo del 2008, perdendo in favore della candidatura congiunta di Austria e Svizzera. Il 28 febbraio 2017 la candidatura è stata ritirata[19].
- Estonia -  Russia Nel dicembre del 2012 è stato riportato che la federazione estone stava valutando la possibilità di presentare un'offerta congiunta con la federazione russa[20]. La Russia ha ospitato il Mondiale FIFA 2018, mentre Mosca ha ospitato i giochi olimpici del 1980, quando Estonia e Russia facevano parte dell'Unione Sovietica. Nel 2014 la città di Soči ha ospitato i XXII Giochi olimpici invernali.
- Paesi Bassi Il 23 marzo 2012 Bert van Oostoven, amministratore delegato della federazione olandese, dichiarò che il paese aveva intenzione di candidarsi ad ospitare l'Europeo del 2024[21]. I Paesi Bassi hanno già ospitato l'edizione del 2000, insieme al Belgio. Le città proposte sono Rotterdam (due stadi), Amsterdam (due stadi), Eindhoven, Heerenveen, Groningen, Enschede, Arnhem e Utrecht. Amsterdam ha inoltre ospitato le Olimpiadi del 1928.